# 佳能PowerShot A720 IS

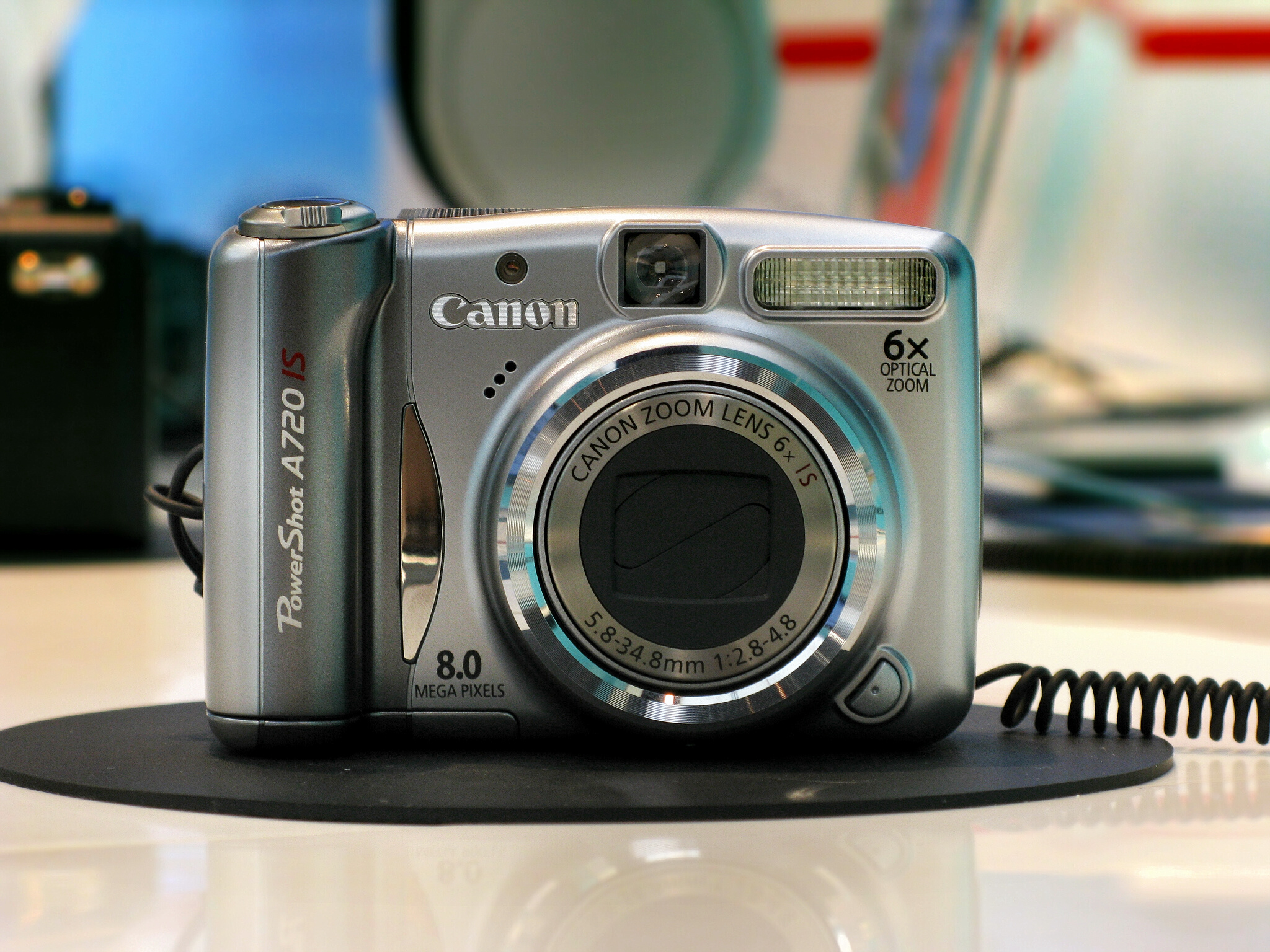
一台A720 IS

佳能 PowerShot A720 IS是一款佳能数码相机，于2007年8月与A570 IS及SX100 IS一起推出。
A720 IS是目前PowerShot A系列裡第一款装备了图像稳定器（IS）产品——Canon PowerShot A710 IS的后续版本。
随着A650 IS召回，短期内佳能无法推出合适的填补空档的机型，A720 IS与Canon PowerShot A570 IS成为仅存的市面在售的两款带防抖功能的佳能PowerShot A系数码相机。

## 主要参数
- 800万 有效象素
- 6倍光学变焦，等效35mm～210mm
- 1/2.5 英寸 CCD
- 2.5寸TFT液晶屏，分辨率11.5万象素
- 快门：15～1/2000秒
- ISO：80/100/200/400/800/1600
- 面部优先／9点智能AiAF／中央单点
- 有声短片记录（Motion JPEG编码与单声道音频）
- 使用SDHC卡／SD卡／MMC卡作为存储介质
- 使用DIGIC III数字处理芯片
- 使用2节AA电池
- Exif 2.2
- 不带电池约200克